# Myopa vesiculosa
Myopa vesiculosa är en tvåvingeart som beskrevs av Thomas Say 1823. Myopa vesiculosa ingår i släktet Myopa och familjen stekelflugor. Inga underarter finns listade i Catalogue of Life.